# Popești, Giurgiu
Popești este un sat ce aparține orașului Mihăilești din județul Giurgiu, Muntenia, România.

## Monumente istorice

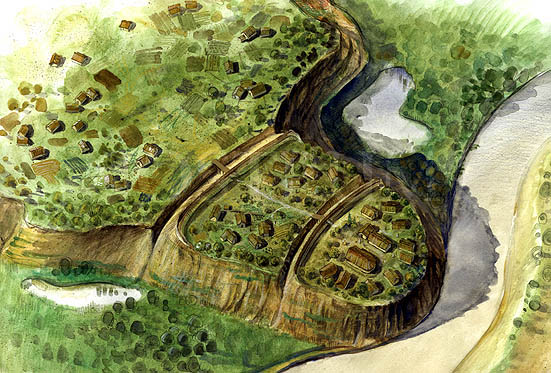
Reconstituirea unei dave dacice descoperite la Popeşti, Giurgiu, posibil capitala Argedava a lui Burebista.

Aici se află vestigiile unor așezări succesive din prima și a doua epocă a fierului. Ultima așezare (secolele II-I î.C.) se presupune a fi fost Argedava, resedința regelui get Burebista.

 Acest articol despre o localitate din județul Giurgiu este deocamdată un ciot. Puteți ajuta Wikipedia prin completarea lui.